# Neato (geslacht)
Neato is een geslacht van spinnen uit de familie Gallieniellidae.

## Soorten
Het geslacht kent de volgende soorten:
- Neato arid Platnick, 2002
- Neato barrine Platnick, 2002
- Neato beerwah Platnick, 2002
- Neato kioloa Platnick, 2002
- Neato palms Platnick, 2002
- Neato raveni Platnick, 2002
- Neato walli Platnick, 2002